# Oplophorus grimaldii
Oplophorus grimaldii är en kräftdjursart som beskrevs av H. Coutière 1905. Oplophorus grimaldii ingår i släktet Oplophorus och familjen Oplophoridae. Inga underarter finns listade i Catalogue of Life.